# Emmanuel Jugbe Doe
Emmanuel Jugbe Doe (* 7. April 1996 in Sasstown), auch als Jed bekannt, ist ein liberianischer Fußballspieler.

## Karriere
Emmanuel Jugbe Doe erlernte das Fußballspielen in der liberianischen Jugendmannschaft von Juniors Eleven. Seinen ersten Vertrag unterschrieb er am 1. Januar 2013 beim liberianischen Verein Fatu FC. Über den ghanaischen Verein Cedar United ging er im Juli 2015 nach Laos. Hier schloss er sich dem neugegründeten Champasak United FC in Pakse an. Im Januar 2018 zog es ihn nach Thailand. Hier verpflichtete ihn der Viertligist Muang Loei United FC. Mit dem Klub aus Loei spielte er in der North/Eastern Region der Liga. Am Ende der Saison feierte er mit dem Verein die Meisterschaft der Region. Von 2019 bis April 2020 war er vertrags- und vereinslos. Am 1. Mai 2020 unterschrieb er einen Vertrag beim laotischen Zweitligisten Quest United FC. Bei dem Verein stand er bis Januar 2022 unter Vertrag. Von Februar 2022 bis Ende Mai 2022 spielte er beim Ligakonkurrenten Muanghat United FC. Am 28. Mai 2022 wechselte er in die laotische erste Liga, wo er einen Vertrag beim Luang Prabang FC in Luang Prabang unterschrieb. Für Luang Prabang bestritt er zwölf Ligaspiele. Nach der Saison wurde sein Vertrag nicht verlängert. Von Januar 2023 bis Mitte Mai 2023 war er vertrags- und vereinslos. Am 16. Mai 2023 nahm ihn der Erstligist Young Elephants FC aus der Hauptstadt Vientiane unter Vertrag. Am Ende der Saison, in der er vier Spiele absolvierte, feierte er mit den Elephants die laotische Meisterschaft.

## Erfolge
Muang Loei United FC
- Thai League 4 – North/East: 2018

Young Elephants FC
- Laotischer Meister:  2023